# Lattaquié (tabac)
Pour la ville syrienne, voir Lattaquié.
 (juillet 2025).
Si vous disposez d'ouvrages ou d'articles de référence ou si vous connaissez des sites web de qualité traitant du thème abordé ici, merci de compléter l'article en donnant les références utiles à sa vérifiabilité et en les liant à la section « Notes et références ».
 (juillet 2025).

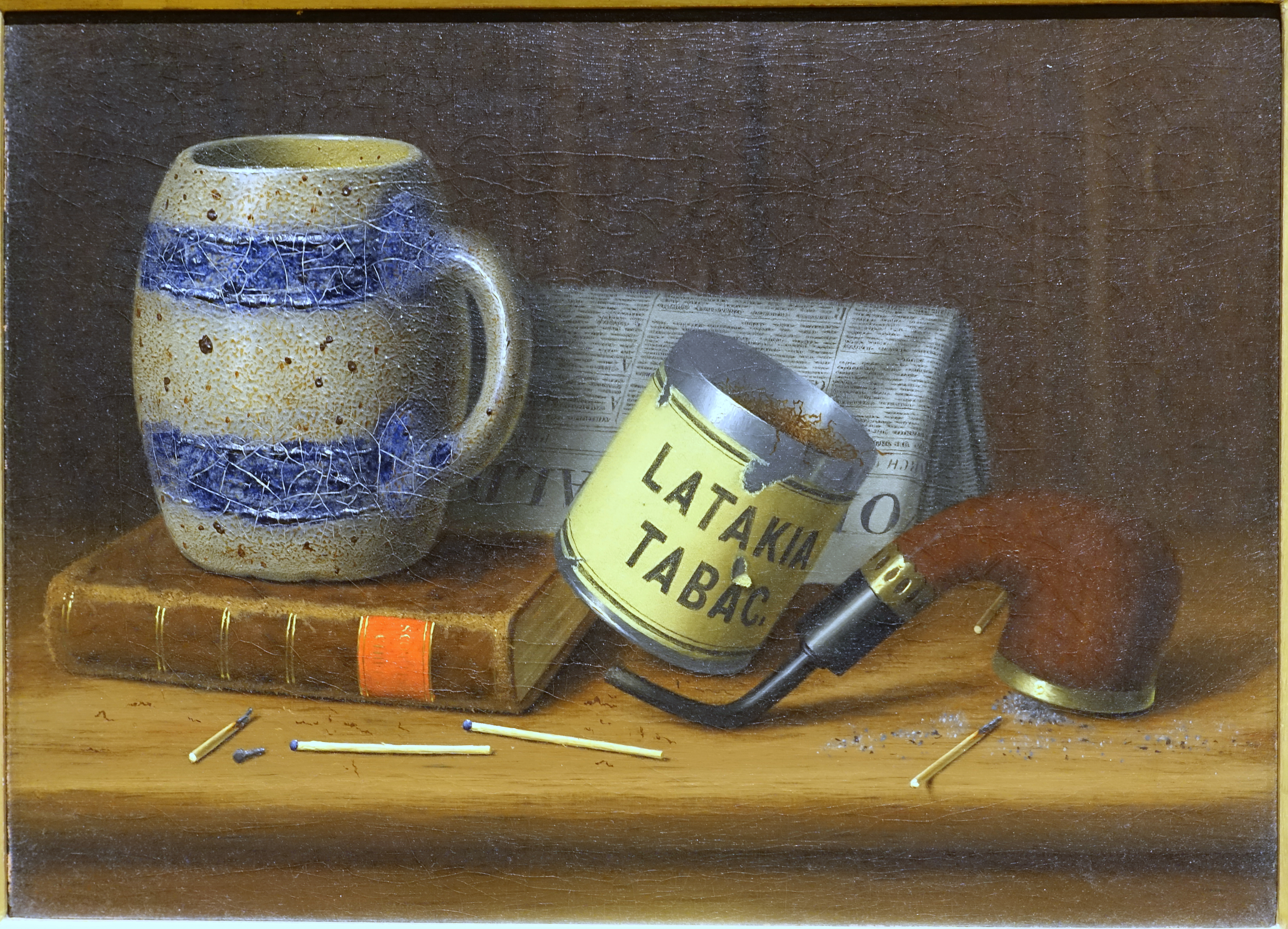
Lattaquié II par William Michael Harnett, ch. 1880.

Le tabac de Lattaquié (arabe : تبغ اللاذقية) est un produit à base de tabac séché au soleil et fumé. Ses origines viennent de Syrie et le produit porte le nom de sa principale ville portuaire de Lattaquié, bien qu'il ait été déplacé vers Chypre en raison de problèmes sociopolitiques variables et aggravants à l'intérieur des frontières syriennes. Le Lattaquié a potentiellement été découvert par accident lorsqu'une récolte exceptionnelle a entraîné un surplus de tabac ; les agriculteurs stockaient l'excès de tabac dans les chevrons de leur maison, ce qui était à l'époque un moyen de conservation efficace car la fumée des feux de bois ouverts utilisés pour le chauffage et la lumière séchait lentement et durcissait les aliments au fil du temps. Ce processus de fumage à température modérée est l'un des facteurs déterminants de son arôme complexe.
Lorsque le Lattaquié est brûlé, il contient un arôme caractéristique de fumée de bois accompagné de nuances florales douces. Le Lattaquié se trouve traditionnellement dans les mélanges de tabac à pipe, bien que certains principaux producteurs de cigares et cigarettes l'utilisent également.

## Tour d'horizon des tabacs orientaux

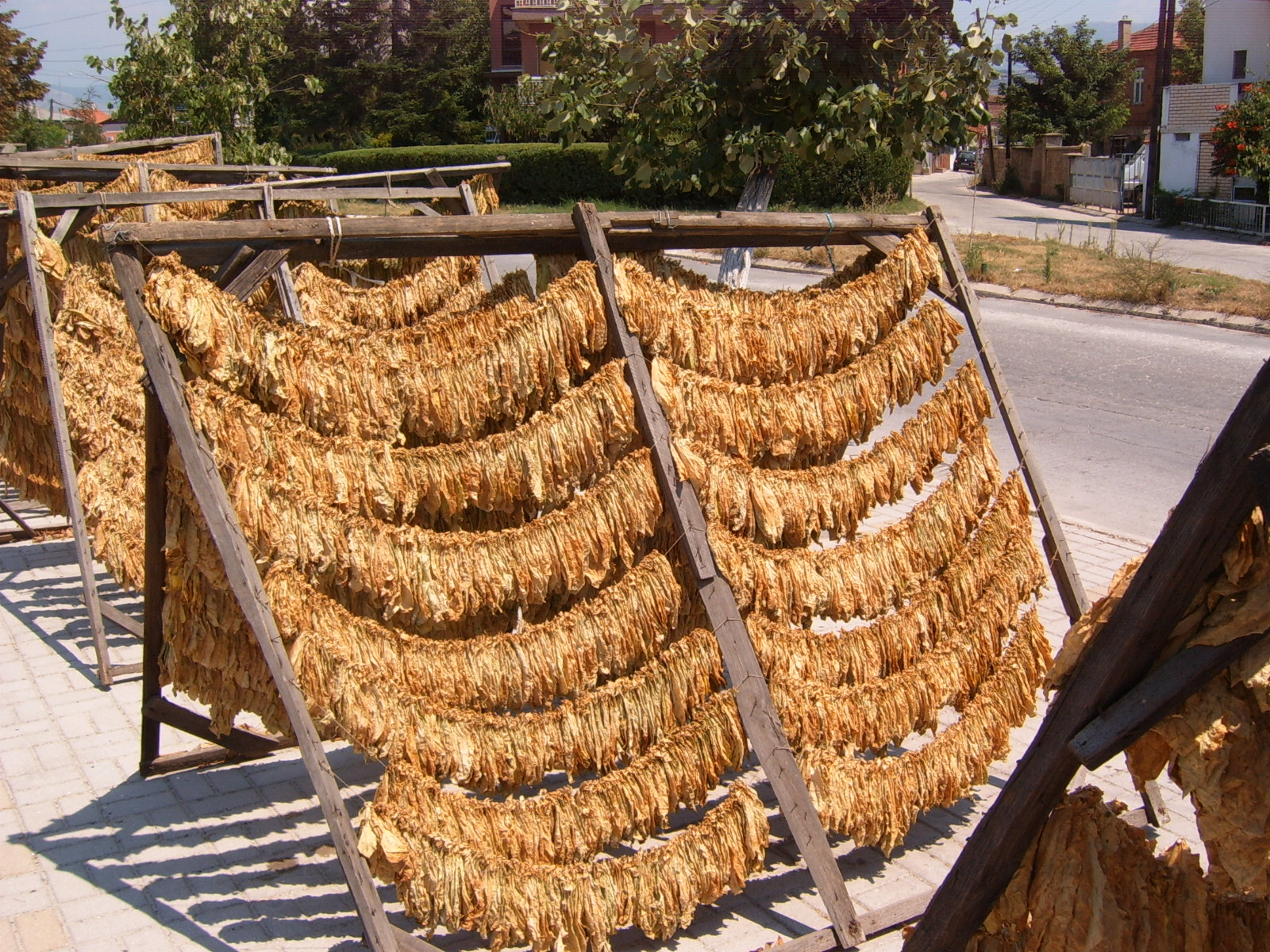
Tabac oriental séché au soleil.

Le tabac cultivé dans le climat aride du Moyen-Orient et de la Méditerranée est connu dans l'industrie du tabac sous le nom de tabac oriental. Comparé à la plante de tabac la plus cultivée dans le monde occidental (Nicotiana tabacum) qui mesure 6 pieds en moyenne et a jusqu'à 24 feuilles de la taille d'un avant-bras, les plantes de tabac orientales se composent de Nicotiana rustica qui mesurent environ 2 à 3 pieds de hauteur avec jusqu'à 100 feuilles de la taille d'un palmier à la taille d'une main, ainsi que Nicotiana tabacum ; bien que le climat ait tendance à produire des plantes de plus petite taille d'environ 4 à 5 pieds de hauteur. Historiquement, le Lattaquié syrien et chypriote se compose de variétés de N. tabacum et N. Rustica, bien que de nombreux producteurs modernes utilisent Nicotiana tabacum.

## Typologie

### Lattaquié syrien
Il existe de nombreux débats sur le type spécifique de graines ou de variétés de tabac utilisées pour produire le Lattaquié syrien et il existe peu de données car les fabricants de l'époque n'ont pas tenu de registre ou ceux qui existaient ont été délibérément détruits par ces fabricants. La diminution de production à l'intérieur des frontières syriennes pendant cette période a rendu difficile de dire avec certitude qu'une graine est plus appréciée qu'une autre. De plus, il existe une différence physique dans les mêmes variétés qui poussent dans les fermes à une altitude plus élevée dans les collines par opposition à des altitudes plus basses dans les plaines ; ce dernier produisant des plantes plus grandes que le premier. Cependant, il existe un consensus sur le fait que le Lattaquié a d'abord été produit à l'aide d'une variété de Nicotiana tabacum appelée shekk-el-bint (une variété à feuilles étroites d'une longueur de dix à douze pouces), ou la variante turque Yayladag comme l'original.
Le processus de séchage au soleil diffère de la production orientale normale car les feuilles ne sont pas cousues ensemble. Les feuilles restent sur la tige de la plante et sont conservées entières, y compris les fleurs. Ils sont ensuite soit suspendus entre les arbres soit simplement posés sur le sol pour sécher sur une période de trois semaines ou plus. De là, ils sont déplacés vers des entrepôts avant d'être achetés par des courtiers pour terminer le processus de fumigation.
La fumigation est effectuée dans les montagnes de Syrie à l'intérieur de simples granges (semblables à un fumoir) en briques ou en blocs avec des sols en terre et sans ventilation. Le tabac est suspendu à l'intérieur sur des chevrons et fumigé à l'aide d'un ou deux foyers creusés dans le sol. Il y a plus de débats sur les espèces de bois et de broussailles utilisées pour ce processus (bien que le caroubier, le chêne gommé, le pin d'Alep, le chêne de Turquie, le chêne de Valonia et le cèdre du Liban se trouvent couramment près des granges). D'après les récits du début du XIXe siècle, Quercus ilex ou Holm Oak / Holly Oak a été utilisé. Il est également communément admis par les transformateurs de tabac occidentaux que certains transformateurs utilisent une variété de matériaux trouvés à proximité des granges et ne font pas de recette ou de mélange particulier. De plus, il est important de noter que de gros morceaux de bois franc ne sont pas utilisés. Au lieu de cela, des branches, des brindilles et des feuilles plus petites sont utilisées. Une fois la fumigation terminée, le Lattaquié brut est réhydraté, emballé et envoyé au port de Lattaquié. Le processus de fumigation et d'hydratation ultérieure augmente le poids total d'environ 15 %.
Une fois entre les mains de transformateurs tels que l'Imperial Tobacco Company, le tabac cultivé dans les plaines est éraflé et regroupé avec le tabac cultivé dans les montagnes ; ce dernier conservant sa tige et ses fleurs. Les feuilles sont ensuite regroupées et placées dans de grandes voûtes jusqu'à 90 jours. Au cours de ce processus, le tabac subit une fermentation (pratique courante chez les transformateurs de tabac du monde entier). Ce processus élimine/réduit la teneur en eau de nombreux produits chimiques agressifs tels que la nicotine, ainsi que la production de nouveaux composés aromatiques plus complexes. Après fermentation, le tabac est placé dans des cadres pour être exporté. Cela se fait généralement en hiver pour éviter une fermentation supplémentaire. Cela augmente la difficulté d'identification des variétés de graines car les plantes sont mélangées pendant le gonflement et la fermentation, ce qui rend presque impossible la distinction entre les caractéristiques de saveur et la structure des feuilles d'une variété par rapport à une autre. Le goût et l'arôme du Lattaquié syrien sont considérés comme doux, floraux, épicés, avec de la fumée de bois et des saveurs acidulées similaires au vin. Dans les mélanges, il est généralement ajouté à un mélange à fumer à moins de 15 %. Les mélangeurs suggèrent que l'âcreté et la saveur fumées deviennent plus importantes lorsqu'elles sont en pourcentage de 35 % ou plus.
Depuis le milieu du XIXe siècle, la forêt syrienne a connu une destruction progressive. La construction des chemins de fer de Bagdad et du Hedjaz a créé un grand besoin de bois de chauffage car les locomotives étaient toujours alimentées au bois plutôt qu'au charbon. Pendant la Première Guerre mondiale, de vastes zones ont été utilisées pour le carburant. Ceci, associé à la surexploitation, aux ravages de la Seconde Guerre mondiale, puis plus tard à l'industrie du tabac, a conduit à la mise en place de restrictions gouvernementales locales pour promouvoir la restauration. La République arabe de Syrie a connu plusieurs conflits depuis son indépendance et cela a fait fluctuer la disponibilité du tabac de Lattaquié, conduisant finalement à l'arrêt de ses exportations en 2010 pour atteindre seulement 3,27 millions de dollars exportés contre 8 millions en 2008. Il n'y a pas un seul événement qui a causé sa disparition, mais un mélange de conflits, de réglementations et de politiques, et de sanctions récentes imposées à la Syrie pendant sa guerre civile. Bien qu'il y ait encore du tabac produit en Syrie, et qu'il soit peut-être à nouveau en hausse, aucun n'est destiné à la production ou à l'exportation de Lattaquié.

### Lattaquié chypriote
Le Lattaquié chypriote diffère du Lattaquié syrien de plusieurs manières fondamentales : le processus de séchage au soleil, le type de matériau utilisé pour la fumigation, les détails pendant et après la fumigation, et si le transformateur a l'intention de passer par la fermentation.
Tout comme avec le Lattaquié syrien, il y a beaucoup de confusion et de débats sur les variétés particulières de tabac utilisées à Chypre. Des rapports du début des années 1950 indiquent que du tabac à feuilles jaunes non fumigé (provenant peut-être de N. rustica), du tabac Latakia (fumigé) et du tabac de Virginie non fumigé ont été cultivés et exportés pendant cette période. De plus, il existe des récits de la fin du XIXe siècle suggérant que la Syrie cultivait à la fois Nicotiana rustica et Nicotiana tabacum ; « Sur la plupart des variétés la couleur des fleurs est rose sauf la Syrienne ou le Lattaquié qui porte des fleurs jaunes tandis que celles de Shiraz ou Perse et Guatemala sont blanches tandis que celles du tabac du Japon, sont violettes. » Notant un intérêt particulier pour le Lattaquié syrien, le tabac perse et leurs couleurs de fleurs, N. rustica présente des fleurs jaunes et N. tabacum présente des fleurs blanches, roses et violettes. Cela peut suggérer qu'ils cultivaient une variété de Smyrna Jaune, bien que les descriptions des mêmes récits puissent suggérer de la Samsun, de la Bafra, de la Trebizond ou de la Soukoum. Lorsque le transfert éventuel de la production a été effectué de la Syrie à Chypre, N. rustica a peut-être été transféré avec N. Tbacum. De plus, la culture de cultures orientales pour la production de cigarettes place également N. rustica fermement dans le sol chypriote.
Pendant la saison de récolte et lorsque les feuilles ont mûri, la plante est d'abord coupée du haut en 3 morceaux appelés « ficelles », chacun d'environ 9 pouces de long. Les feuilles ne sont pas retirées de la tige. Les feuilles lâches récoltées dans les parties inférieures des plantes sont entremêlées avec les morceaux de tige. Les « cordes » sont ensuite soit accrochées à des cadres pour le séchage (comme cela se fait en Syrie), soit la méthode plus couramment adoptée à Chypre consiste à les poser sur le sol pour le séchage au soleil. les agriculteurs continuent de les retourner pendant plusieurs jours jusqu'à ce que le séchage soit terminé ; cela dure généralement environ 18 à 20 jours. bien que cela soit courant à Chypre, il ne semble pas y avoir de séchage aussi complet que la méthode syrienne en raison des témoignages de coloration verte fixée sur les feuilles séchées et de l'arôme de bon tabac provenant uniquement de champs non irrigués.
Le Lattaquié chypriote est fumigé de la même manière que le Lattaquié syrienne et c'est à partir de là que nous obtenons une description plus complète des granges de fumigation : « Les dimensions d'une taille moyenne mais sont : 22 pieds de longueur, 14 pieds de largeur et 15 pieds de hauteur avec un ou deux foyers dans la partie médiane. Le foyer mesure environ 3 pieds sur 3 sur 6 pieds et est recouvert d'un couvercle en zinc surélevé pour empêcher les rangées inférieures de prendre feu. » Le processus se poursuit de la même manière qu'en Syrie avec la tâche supplémentaire d'utiliser différents bois à différents moments de la fumigation. La cuisson se produit d'abord pendant quelques jours avec des matériaux légèrement aromatiques comme le myrte suivis de volumes plus lourds de bois dur, comme le pin ou le chêne, dans le but de produire une chaleur considérable afin de sécher la feuille. Ensuite, le processus se poursuit jusqu'à la quasi-achèvement avec du matériel vivant mélangé pour produire une fumée plus dense. Après quelques jours, des buissons plus aromatiques peuvent être ajoutés pour finaliser sa saveur. Le processus dans son intégralité prend environ 20 à 30 jours et le tabac est retiré de bas en haut au fur et à mesure qu'il sèche. Les mêmes comptes notent l'utilisation de la sciure de bois dans les fabricants de qualité inférieure. Helmut Fischer de la British-American Tobacco Company en juillet 1964 a donné une liste des bois utilisés à Chypre, y compris les pourcentages suivants[réf. nécessaire] :
- Mastic - Pistacia centiscus : 90 %
- Myrte - Myrtus communis romana : 4 %
- Pin - Pinus pinea pinus pinaster : 4 %
- Cyprès - Cypressus sempervirens : 1 %
- Konison - ? : 1 %

La fermentation du Lattaquié chypriote n'est pas une condition préalable à la fabrication. Après la fumigation, le tabac est regroupé en morceaux de 10 000 à 30 000 livres et on le laisse conditionner et atteindre une sécheresse maximale. En raison du fait que le Lattaquié nécessite un volume plus important (jusqu'à 80 000 livres) afin d'avoir une fermentation appropriée, les fabricants préfèrent contourner cette étape car elle nécessite plus de travail pour surveiller en permanence les températures dans le gros tas et peut conduire à une combustion spontanée. Le produit final est de couleur foncée, presque noire, obtient une texture souple semblable à du cuir et émet un arôme intense. De là, il est emballé et envoyé aux producteurs de produits du tabac.
Le profil aromatique du Lattaquié chyptriote est plus affirmé que le Lattaquié syrien avec des notes plus doux de cuir et de fumée. L'utilisation de cèdre et de mastic rehausse les tons floraux.

## Usage dans les mélanges de tabac
Le Lattaquié est principalement utilisé dans la fabrication de mélanges de tabac à pipe. Parmi les nombreuses catégories de mélanges trouvés à travers le monde, l'utilisation la plus importante du Lattaquié est celle de la variété English ou dite de mélange anglais qui doit contenir un certain pourcentage de tabac Lattaquié. Les mélanges anglais de tabacs à pipe sont devenus célèbres pour la saveur distincte de Lattaquié, en raison de sa rareté en dehors du Moyen-Orient[réf. nécessaire]. L'Empire britannique avait des intérêts en Syrie et dans les régions environnantes, l'importation de Lattaquié ainsi que d'autres tabacs orientaux dans les Îles Britanniques était monnaie courante, mais pas beaucoup ailleurs en Europe occidentale et dans les Amériques. Pour cette raison, de nombreux fumeurs de pipe en dehors de l'Empire britannique (et même à l'intérieur, car de nombreux mélangeurs gardaient leurs recettes secrètes) ne connaissaient historiquement que Lattaquié grâce au goût et à l'odeur uniques des mélanges qu'ils achetaient aux marchands anglais. Tout comme de nombreux mélanges de tabac, la base des mélanges anglais est constituée d'une combinaison de tabac de Virginie ou de tabac Burley, seuls ou mélangés. Du Lattaquié et d'autres tabacs orientaux sont ajoutés en petites quantités pour finir le mélange.
Depuis la résurgence de la fumée de pipe à la fin des années 1990 et la popularité croissante des mélanges et des saveurs non traditionnels, le Lattaquié a assumé de nombreux nouveaux rôles. De nombreux mélangeurs utilisent du Lattaquié en conjonction avec des saveurs chaudes telles que le chocolat ou la vanille dans des mélanges aromatiques (mélanges de tabac constitués de tout mélange de tabac avec des arômes naturels ou artificiels ajoutés) pour mettre en évidence les notes clés que le mélangeur recherche. De plus, le Lattaquié n'est plus relégué au rang de tabac condimentaire. Les mélangeurs modernes ont fait des recettes réussies composées jusqu'à 50 % de Lattaquié, bien que généralement considérées comme des mélanges robustes et non pour ceux qui recherchent une saveur plus légère. De plus, le Lattaquié a été utilisé par des sociétés telles que Drew Estate Cigars dans bon nombre de leurs cigares non traditionnels aux arômes naturels[réf. nécessaire].